# Liquidambar cerasifolia
Liquidambar cerasifolia là một loài thực vật có hoa trong họ Altingiaceae. Loài này được (Wall. & Griff.) Voigt miêu tả khoa học đầu tiên năm 1845.